# Міссалья
Міссалья (італ. Missaglia) — муніципалітет в Італії, у регіоні Ломбардія, провінція Лекко.
Міссалья розташована на відстані близько 500 км на північний захід від Рима, 29 км на північний схід від Мілана, 18 км на південь від Лекко.
Населення — 8750 осіб (2014).
Щорічний фестиваль відбувається 8 травня. Покровитель — святий Віктор.

## Демографія
Населення за роками:

Станом на 1 січня 2023 року в муніципалітеті офіційно проживало 626 іноземців з 61 країни, серед них 139 громадян країн Євросоюзу та 14 громадян України.

## Сусідні муніципалітети
- Казатеново
- Ломанья
- Монтевеккія
- Монтічелло-Бріанца
- Ознаго
- Ла-Валетта-Бріанца
- Сірторі
- Вігано